# الکساندر زاخاروف
الکساندر زاخاروف (اوکراینی: Олександр Володимирович Захаров؛ زادهٔ ۱۹ ژوئن ۱۹۶۶) بازیکن فوتبال اهل اوکراین است.
از باشگاه‌هایی که در آن بازی کرده‌است می‌توان به باشگاه فوتبال تاوریا سیمفروپول اشاره کرد.